# 風入松 (北管)
〈風入松〉為北管牌子（鼓吹）的曲牌，為所有曲牌中最常用、最為人所知者，經常作為排場的開場。

## 版本
〈風入松〉有很多版本，例如：正管（大工管）、士管、凡字管、緊、倒頭、掛頭、折字、〈五關風入松〉、古路〈大風入松〉、新路〈大風入松〉、四平〈風入松〉等。
- 倒頭〈風入松〉（或作桌頭、五馬、回頭）常用於布袋戲或歌仔戲。[2][3][4]

- 北管細曲的〈思秋〉和〈繡襦記〉二個聯套中也有用到〈風入松〉的曲牌。[2]

## 外部連結
- 〈風入松〉錄音 （页面存档备份，存于），南北管主題知識網
- 北管扮仙戲《三仙白》，開場〈風入松〉 （页面存档备份，存于），南北管主題知識網
- YouTube上的正管〈風入松〉教學，邱火榮示範